# Premis Cóndor de Plata 2013
La 61a edició dels Premis Cóndor de Plata 2013, concedits per l'Asociación de Cronistas Cinematográficos de la Argentina, va tenir lloc el 7 d’octubre de 2013 al Teatro Avenida de Buenos Aires, on es va reconèixer a les millors pel·lícules argentines estrenades durant l'any 2012. Fou retransmesa en directe per Televisión Pública Argentina.
Les nominacions van ser anunciades en la 9a trobada Pantalla Pinamar el març de 2013 per l'actriu espanyola María León i el secretari de l’Asociación de Cronistas Claudio Minghetti.

## Guanyadors i nominats
Els guanyadors es troben encapçalant la llista i en negreta.
| Millor pel·lícula | Millor director |
| --- | --- |
| - Infancia clandestina - Días de pesca - Elefante blanco - El último Elvis - El amigo alemán | - Benjamín Avila – Infancia clandestina - Armando Bó Jr – El último Elvis - Carlos Sorín – Días de pesca - Jeanine Meerapfel – El amigo alemán - Pablo Trapero – Elefante blanco |
| Millor actriu | Millor actor |
| - Alejandro Awada – Días de pesca - Ernesto Alterio – Infancia clandestina - Leonardo Sbaraglia – El campo - Martín Piroyanski – La araña vampiro - Ricardo Darín – Elefante blanco                                                                                | - Natalia Oreiro – Infancia clandestina - Celeste Cid – El amigo alemán - Dolores Fonzi – El campo - Julieta Díaz – Dos más dos - Martina Gusmán – Elefante blanco |
| Millor actriu de repartiment | Millor actor de repartiment |
| - Daniel Fanego – Todos tenemos un plan - César Troncoso – Infancia clandestina - Fernán Mirás – Días de vinilo - Jeremie Renier – Elefante blanco - Juan Minujín – Dos más dos                                                                                    | - Cristina Banegas – Infancia clandestina - Florencia Peña – Dormir al sol - Griselda Siciliani – El último Elvis - Inés Efrón – Días de vinilo - Sofía Gala Castiglione – Todos tenemos un plan |
| Millor Revelació Masculina | Millor Revelació Femenina |
| - John McInerny – El último Elvis - Jorge Drexler – La suerte en tus manos - Oscar Ayala – Días de pesca - Oscar Payaguala – Tiempos menos modernos - Teo Gutiérrez Moreno – Infancia clandestina                                                                  | - Ana Fontán – El pozo - María Canale – Abrir puertas y ventanas - Margarita López – El último Elvis - Sofía Brito – Los salvajes - Victoria Almeida – Días de pesca |
| Millor guió original | Millor guió adaptat |
| - El último Elvis – Nicolás Giacobone i Armando Bó Jr - Infancia clandestina – Benjamín Ávila i Marcelo Muller - Días de pesca – Carlos Sorín - Elefante blanco – Pablo Trapero, Alejandro Fadel, Martín Mauregui, Santiago Mitre - Los salvajes – Alejandro Fadel | - Cornelia frente al espejo – Eugenia Capizzano i Daniel Rosenfeld - Dormir al sol – Alejandro Chomski - El décimo infierno – Mempo Giardinelli i Juan Pablo Méndez Restrepo - La plegaria del vidente – Gonzalo Calzada, Fredy Torres i Martín Joab - La revolución es un sueño eterno – Nemesio Juárez i Lidia Paulucci |
| Millor pel·lícula documental | Millor opera prima |
| - El etnógrafo – Ulises Rosell - El impenetrable – Daniele Incalterra y Fausta Quattrini - La Caracas – Andrés Cedrón - Maradona, médico de la selva – Martín Serra - Tierra de los padres – Nicolás Prividera                                                     | - El último Elvis – Armando Bó Jr - Diablo – Nicanor Loreti - Los salvajes – Alejandro Fadel - Tiempos menos modernos – Simón Franc - Todos tenemos un plan – Ana Piterbarg |
| Millor Fotografia | Millor Muntatge |
| - Días de pesca – Julián Apezteguía - ERlefante blanco – Guillermo Nieto - El último Elvis – Javier Juliá - Infancia clandestina – Iván Gierasinchuk - Los salvajes – Julián Apezteguía                                                                            | - El último Elvis – Patricio Pena - Cornelia frente al espejo – Lorenzo Bombicci - Días de pesca – Mohamed Rajid - Elefante blanco – Andrés P. Estrada, Nacho Ruiz Capillas y Pablo Trapero - Infancia clandestina – Gustavo Giani                                                                                        |
| Millor direcció artística | Millor vestuari |
| - El último Elvis – Daniel Gimelberg - ¡Atraco! – Eduardo Hidalgo - El amigo alemán – Federico Mayol i Alexander Scherer - Elefante blanco – Fernando Brun - Infancia clandestina – Yamila Fontán                                                                  | - La revolución es un sueño eterno – Walter Jara - ¡Atraco! – Myriam Ibáñez - Cornelia frente al espejo – Abril Bellati y Fátima Zorraquin - El último Elvis – Luciana Martí y Manuela Martí - Infancia clandestina – Ludmila Fincic                                                                                      |
| Millor So | Millor Música Original |
| - Días de pesca – José Luis Díaz - Dos más dos – José Luis Díaz - Elefante blanco – Carlos Lidon y Federico Esquerro - El último Elvis – Martín Porta - Infancia clandestina – Fernando Soldevila                                                                  | - El último Elvis – Sebastián Escofet - Días de pesca – Nicolás Sorín - Dos más dos – Iván Wyszogrod - El amigo alemán – Floros Floridis - Elefante blanco – Michael Nyman |
| Cóndor de Plata a la Millor pel·lícula Iberoamericana | Millor pel·lícula estrangera |
| - ¡Atraco! – Eduard Cortés - 3 – Pablo Stoll - Histórias que Só Existem Quando Lembradas – Júlia Murat - Las malas intenciones – Rosario García-Montero - Porfirio – Alejandro Landes                                                                              | - Nader i Simin, una separació – Asghar Farhadi - The Artist – Michel Hazanavicius - Młyn i krzyż – Lech Majewski - Le Havre – Aki Kaurismäki - Hugo – Martin Scorsese |
| Millor curtmetratge | |
| - Crónica de la muerte de Paco Uribe – Santiago Canel - Implantación – Fermín Eloy Acosta - Ojos – Pablo Gonzalo Pérez - Sergio Ramos – Juan Fernández Gebauer - Vine solo – Martín Boggiano                                                                       | |

## Cóndor de Plata a la trajectòria
- Dora Baret (actriu)[6]
- María Concepción César (vedet i actriu)
- Eva Landeck (directora de cinema)
- Adela Montes (periodista d'espectacles)
- Oscar Rovito (actor)

## In Memoriam
- Manuel García Ferré
- Aída Bortnik
- Horacio Armani
- Edith Gaute
- Elba Picó
- Tony Vilas
- Elena Tasisto
- Alba Castillo
- Ana María Ambasz
- Luis Cella
- Julio Márbiz
- Claudio Quinteros
- Lily Sullos
- Olga Nani
- León Ferrari
- Enio Lommi
- Clorindo Testa
- Fabricio Simeoni
- Alejandro Urdapilleta
- Eduardo Falú
- Cristina Caram
- Osvaldo Bonet
- Nya Quesada
- Manuela Fingueret
- Patricia Castell
- Humberto Serrano
- Luis Paredes
- Martín Gianola
- Ernesto Schoo
- Franklin Caicedo
- Guillermo Nimo
- Aldo Barbero
- Delia Rigal
- Omar De Nápoli
- Julio Ernesto Vila
- Myrtha Raia
- Walter Malosetti
- Jorge "Negro" González
- Titi Rivarola
- Gerardo Gandini
- Salvador Miqueri
- Hedgar Di Fulvio
- Horacio Avendaño
- Horacio Icasto
- María Rosa Oubiña
- Roberto Oswald
- Nelly Omar
- Gabriel Molinelli
- Norbert Degoas
- Julia Von Grolman
- Jérôme Savary
- María Elena Sagrera
- Isabel Salomón
- Julieta Gómez
- Tangalanga
- Manolo Galván
- Guillermo Rico
- Adrián Martel
- Florencia Fabris
- Eber Decibe
- Juan Manuel Tenuta
- Elsa Bornemann
- Carmen Vallejo
- Lilian Valmar
- Ricardo Fort
- Pajarito Zaguri
- Delfor Dicásolo
- Duilio Marzio
- Juan Carlos Calabró